# Édouard Goursat
Édouard Goursat (francès: Édouard Jean‐Baptiste Goursat)  (Lanzac, 21 de maig de 1858 - París, 25 de novembre de 1936) va ser un matemàtic francès, recordat pel seu Cours d'analyse mathématique que es va convertir en el text estàndard d'ensenyament de l'anàlisi matemàtica a França durant el primer terç del segle xx.

## Vida i Obra
Goursat va fer els seus estudis a l'École Normale Supérieure en la qual va obtenir el doctorat el 1881. Fins al 1885 va donar classes a la Universitat de Tolosa i en aquest any va retornar com a professor a l'École Normale Supérieure. A partir de 1897 i fins a la seva jubilació, va ser professor de la universitat de París.
Malgrat l'èxit del seu llibre d'anàlisi matemàtica durant el primer terç del segle xx, a partir de 1933-35, va ser durament criticat pels Nicolas Bourbaki que el van posar com a exemple de manca de rigor i de descobriments recents.
Goursat també és conegut per haver demostrat el 1900 que el teorema de la integral de Cauchy és cert, encara que la derivada de la funció no sigui contínua.